# Jozef Čapkovič
Jozef Čapkovič (ur. 11 stycznia 1948 w Bratysławie) – piłkarz słowacki grający pomocnika, środkowego obrońcy, a czasami i napastnika.

## Kariera klubowa
Čapkovič pochodzi z Bratysławy, w której rozpoczynał piłkarską karierę w klubie Cervena Hviezda razem z bratem bliźniakiem Janem. Niedługo potem obaj przeszli do rywala zza miedzy, Slovana Bratysława. Jozef grał tam do końca swojej kariery, a największymi sukcesami było wywalczenie dubletu w 1974 roku: mistrzostwa Czechosłowacji oraz Pucharu Czechosłowacji, a także Pucharu Zdobywców Pucharów w 1969 roku.

## Kariera reprezentacyjna
W reprezentacji Czechosłowacji Jozef zadebiutował w 1974 roku w wygranym 3:1 meczu z NRD. W linii obrony najczęściej grywał z Antonem Ondrušem, z którym tworzył silny nie do przejścia blok. W 1976 znalazł się w kadrze na Mistrzostwa Europy w Jugosławii. Tam był podstawowym zawodnikiem kadry, z którą wywalczył mistrzostwo Europy. Grał także w wygranym po rzutach karnych finałowym meczu z RFN. Zapamiętany został także z półfinałowego meczu z Holandią (3:1), w którym wyłączył z gry samego Johana Cruyffa. Ogółem w reprezentacji Czechosłowacji Čapkovič wystąpił w 16 meczach.